# Taurus Express

Route van de Taurus Express

De Taurus Express is in 1930 door de Compagnie Internationale des Wagons-Lits (CIWL) geïntroduceerd als verlenging van de Simplon Oriënt Express. De trein is genoemd naar het Taurusgebergte waar de trein tussen Karaman en Adana doorheen reed.

## CIWL

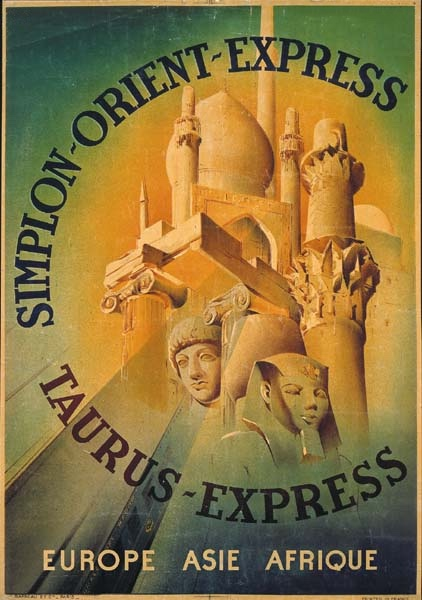
Affiche

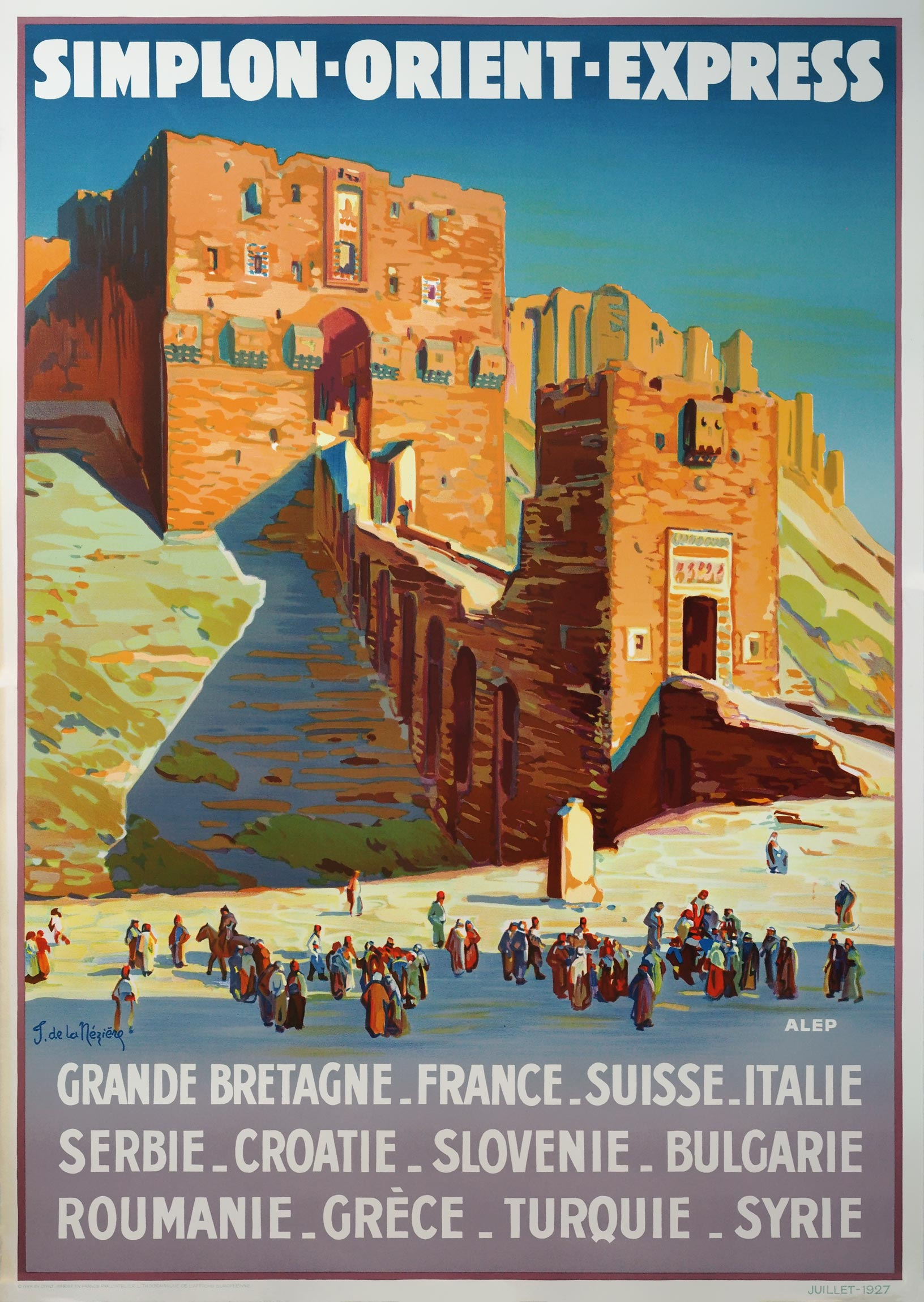
De citadel van Aleppo

In 1926 sloot de CIWL een 40-jarig contract met de spoorwegen van de nieuwe Turkse Republiek voor de exploitatie van luxe-treinen. Als eerste werd de verbinding tussen Istanboel en Ankara gerealiseerd, de Anatolië Express. De spoorlijn van Ankara naar het zuiden was nog niet gereed en de trein richting Bagdad en Caïro moest dan ook een andere route door het Taurusgebergte nemen. De Taurus Express reed vanaf 1930 tot 1935 vanaf Eskesehir via Karaman en de Cilicische Poort naar Ulukişla in het Taurusgebergte. In 1935 kwam de spoorlijn ten zuiden van Ankara door het Taurus gebergte gereed. De trein reed toen via Ankara naar Ulukişla. Vanaf Ulukişla ging de route via Adana naar de Syrische grens en daarna verder naar Aleppo. De rit van Ankara naar Aleppo v.v. duurde ongeveer 24 uur. In Aleppo volgde een splitsing van de trein in een deel naar Baghdad en een deel naar Caïro. In sommige jaren was er geen splitsing maar reed de trein drie dagen van de week naar Tel Kotchek en drie dagen van de week naar Tripoli in Libanon.

## Aleppo Baghdad
Tussen Aleppo en Tel Kotchek werd gereden over de Bagdadspoorweg. In 1923 was de Syrisch-Turkse grens vastgelegd; tussen Karkamış en Nusaybin was dat de zuidrand van de bedding van de Bagdad spoorweg. Na vertrek uit Aleppo keerde de trein bij Karkamış dus weer terug in Turkije, om iets ten oosten van Nusaybin weer verder te gaan door Syrië tot aan de Syrisch-Iraakse grens bij Tel Kotchek, 76 km verderop. In Tel Kotchek had de CIWL een herberg voor de treinreizigers. Anders dan de advertenties suggereerden was er tussen Tel Kotchek en Kirkoek geen spoorlijn en werden de reizigers met bussen vervoerd. Tussen Kirkuk en Bagdad werd gebruikgemaakt van een smalspoorlijn. Het hele traject tussen Tel Kotchek en Bagdad nam ongeveer 24 uur in beslag. In 1940 kwam de Bagdadspoorweg, met normaalspoor, gereed en kon de trein langs de oever van de Tigris tot Bagdad doorrijden. Hoewel de Turkse spoorwegen van de luxetreinen afwilden, heeft CIWL de trein tot einde contract in 1966 geëxploiteerd. In de dienstregeling stond ook nog een aansluitende trein naar Basra, wat het gevolg was van het aanvankelijk doel van de verbinding om vanuit Basra de reis per schip voort te zetten naar het Verre Oosten.

### Route en dienstregeling 1938
| oostwaarts | land    | station     | km   | noordwaarts |
| ---------- | ------- | ----------- | ---- | ----------- |
| 09:00      | Turkije | Haydarpaşa  | 0    | 20:00       |
| 21:03      | Turkije | Ankara      | 576  | 08:03       |
| 20:42      | Syrië   | Aleppo      | 1527 | 07:01       |
| 21:15      | Syrië   | Aleppo      | 1527 | 06:36       |
| ↓          | Turkije | Nusaybin    | 1981 | ↑           |
| 08:45      | Syrië   | Tel Kotchek | 2069 | 18:00       |
| 08:50      | Irak    | Bagdad      | 2591 | 21:00       |
| 19:00      | Irak    | Bagdad      |      | 08:20       |
| 08:20      | Irak    | Basra       |      | 19:00       |

## Aleppo Caïro

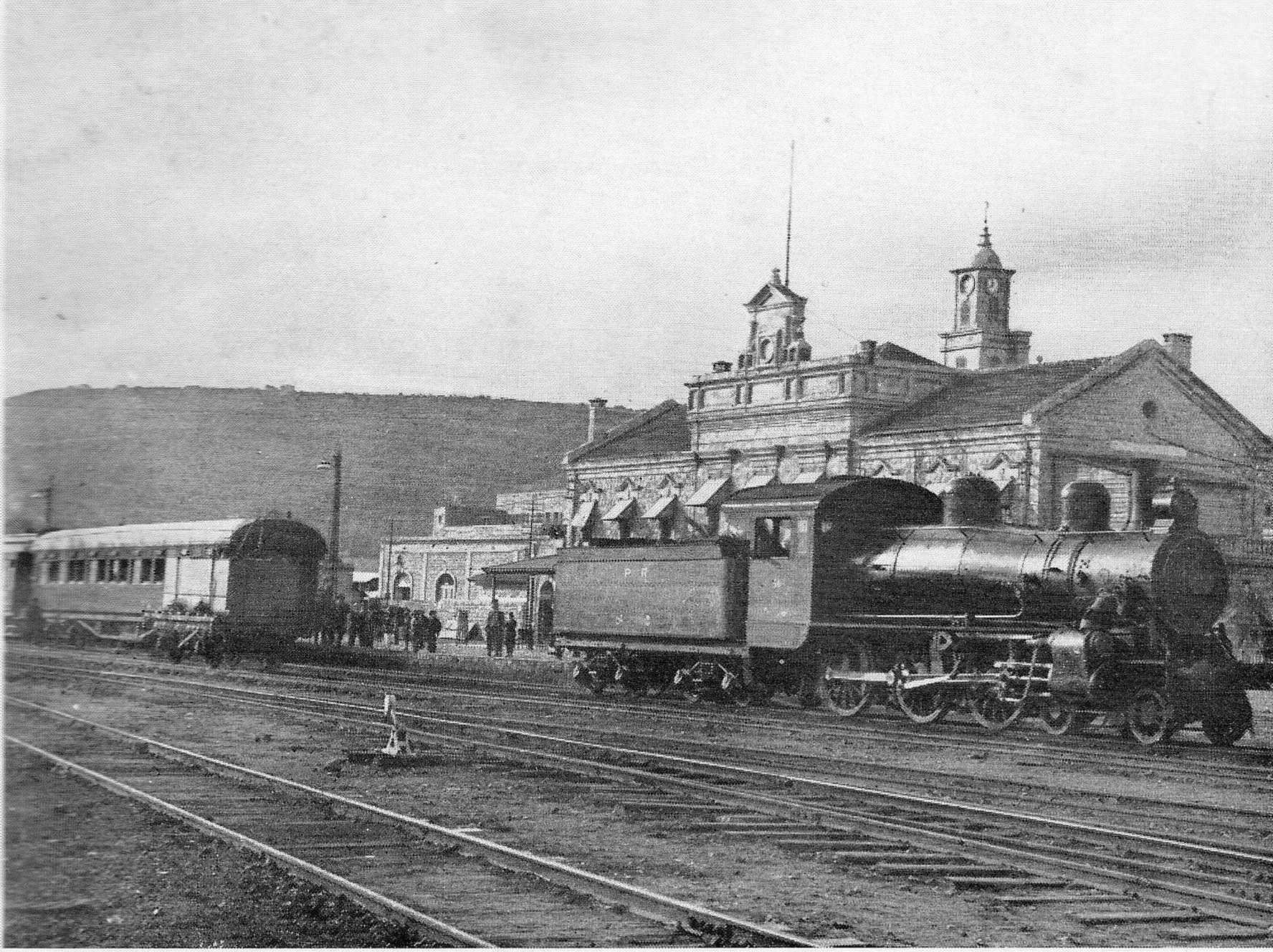
Station Haifa 1931

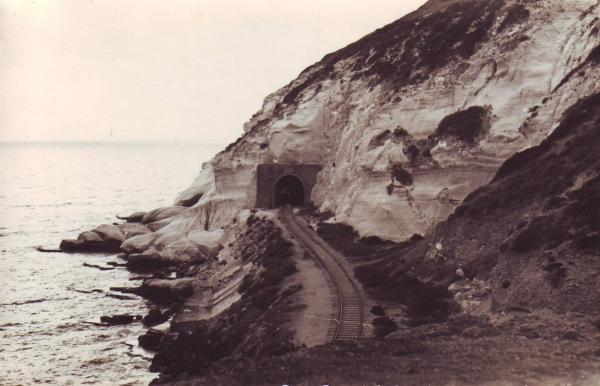
De tunnel bij Naqoura, de grens tussen Libanon en Mandaatgebied Palestina, in 1942

CIWL was al in 1894 begonnen met toeristische activiteiten in Egypte, en een verbinding over land werd dan ook gewenst. Door de aanleg van spoorlijnen tijdens de Eerste Wereldoorlog, zowel door de Turken uit het noorden als de Britten uit het zuiden, leek dit in 1930 ook binnen afzienbare tijd realiseerbaar. De CIWL startte dan ook van af het begin met een zuidelijke tak van de Taurus Express. Vanuit Aleppo konden reizigers naar Damascus reizen via Rayak en daar overstappen op een smalspoorlijn naar Damascus. Reizigers van en naar Caïro kregen tussen Tripoli (Libanon) en Haifa te maken met een busreis. De trajecten Aleppo - Tripoli en Haifa - Al Qantara werden 's nachts afgelegd, maar de busrit langs de kust via Beiroet vond overdag plaats. Om de hitte overdag te vermijden werd in Beiroet een pauze van vier en een half uur gehouden. Tussen Beiroet en Haifa werd deels over het strand gereden omdat er nog geen kustweg was aangelegd. De spoorlijn langs de Libanese kust kwam pas in 1941 gereed; het stuk van Naqoura naar Haifa in 1942. Tussen Haifa en Al Qantara (Arabisch voor De brug) werd er gereden over de "Palestine Railway". In Al Qantara was de brug ten behoeve van de scheepvaart verwijderd zodat de reizigers per pont het Suezkanaal moesten oversteken om de rit naar Caïro met een Egyptische trein voort te zetten. De brug over het Suezkanaal werd in 1941 iets ten zuiden van Al Qantara herbouwd. In 1945 kon eindelijk een doorgaande treinverbinding geboden worden. In 1947 kwam hier een eind aan toen de S.S. Volendam van de Holland-Amerika Lijn op 16 november de spoorbrug ramde, waarbij de brug onherstelbaar werd beschadigd. Verdere ontwikkelingen in het Midden-Oosten maakten vervolgens een herstart van de treindienst onmogelijk.

### Route en dienstregeling 1938
| zuidwaarts | land               | station    | km   | noordwaarts |
| ---------- | ------------------ | ---------- | ---- | ----------- |
| 09:00      | Turkije            | Haydarpaşa | 0    | 20:00       |
| 21:03      | Turkije            | Ankara     | 576  | 08:03       |
| 20:42      | Syrië              | Aleppo     | 1527 | 07:01       |
| 21:31      | Syrië              | Aleppo     | 1527 | 06:14       |
| 06:39      | Libanese Republiek | Tripoli    | 1809 | 20:15       |
| 09:30      | Libanese Republiek | Beiroet    | 1899 | 17:45       |
| 14:00      | Libanese Republiek | Beiroet    | 1899 | 13:10       |
|            | Palestina          | Haifa      | 2034 |             |
|            | Palestina          | Lydda      | 2147 |             |
|            | Palestina          | Gaza       | 2213 |             |
|            | Palestina          | Rafah      |      |             |
|            | Egypte             | Al Qantara | 2449 |             |
| 22:35      | Egypte             | Caïro      |      | 17:30       |